# Вжесень, Йовита
Йовита Мария Вжесень (пол. Jowita Maria Wrzesień; род. 8 декабря 1993, Бендзин, Катовицкое воеводство) — польская женщина-борец вольного стиля, участница Олимпийских игр, призёр чемпионата мира и Европы 2022 года.

## Карьера
В сентябре 2019 года в Нур-Султане на чемпионате мира в схватке за бронзовую медаль уступила Ирине Курочкиной из Белоруссии и заняла 5 место, завоевав лицензию на Олимпийские игры в Токио. В августе 2021 года на Олимпиаде в схватке на стадии 1/8 финала уступила Эвелине Николовой из Болгарии (0:3), и заняла итоговое последнее 16 место.

## Достижения
- Чемпионат мира по борьбе 2019 — 5;
- Олимпийские игры 2020 — 16;
- Чемпионат Европы по борьбе 2022 — ;
- Чемпионат мира по борьбе 2022 — ;